# Liste der Monuments historiques in Manheulles
Die Liste der Monuments historiques in Manheulles führt die Monuments historiques in der französischen Gemeinde Manheulles auf.

## Liste der Objekte
| Bezeichnung               | Beschreibung                           | Standort                                     | Kennzeichnung | Schutzstatus | Datum | Bild |
| ------------------------- | -------------------------------------- | -------------------------------------------- | ------------- | ------------ | ----- | ---- |
| Skulptur Heiliger Rochus  | Stein, übertüncht, 16. Jahrhundert     | in der Kirche Assomption-de-la-Vierge (Lage) | PM55000363    | Classé       | 1984  |      |
| Skulptur Madonna mit Kind | Stein, farbig gefasst, 15. Jahrhundert | in der Kirche Assomption-de-la-Vierge (Lage) | PM55000364    | Classé       | 1981  |      |